# Miguel Corsini Freese
Miguel Corsini Freese (Madrid, 1945 - Ibidem., 4 de noviembre de 2020) fue un empresario español, Conde de La Gomera, presidente de Renfe (1996-2004). 

## Biografía
Su abuelo, Carlos Corsini de Senespleda, patriarca de la familia, fundó en 1928 la constructora Corsán, que fue heredada por sus ocho hijos. La constructora Corsán S.A. creció durante los años sesenta y setenta, gracias a la concesión de diversas obras públicas como la galería de acceso a la estación de Chamartín (1976). La empresa tuvo sus propias filiales y llegó a ser un referente del sector en el siglo XX. Miguel Corsini Marquina -padre de Miguel Corsini-, junto a sus hermanos, vendieron la compañía a principios del siglo XXI, por trescientos millones de euros.

### RENFE
Tras licenciarse en Derecho, se especializó en Derecho laboral, relaciones internacionales e institucionales. Su trayectoria profesional estuvo ligada durante años a Renfe, donde ocupó diversos puestos: Director de personal (1980-1984); Director adjunto a la Presidencia  y Director de Relaciones Institucionales (1984-1986); Director de Relaciones Internacionales (1986); Presidente del Consejo de Administración (1996-2004). Durante su mandato se inauguró la Línea de alta velocidad Madrid-Lérida.
Anteriormente Corsini realizó diversas operaciones de venta de trenes Talgo a Estados Unidos y de material de segunda mano a diversos países hispanoamericanos, por un importe cercano a los diecinueve mil millones de pesetas.
Fue vicepresidente de la Confederación Empresarial de Madrid (CEIM) (2007-2016) y miembro de la Junta Directiva de la Confederación Española de Organizaciones Empresariales (CEOE).

### Vida familiar
Casado en 1970 con María Cotoner Martos, hija del que fue jefe de la Casa del Rey, el marqués de Mondéjar, en la iglesia Santo Domingo el Real. El matrimonio tuvo tres hijas, Patricia, Sonia y María Corsini Cotoner. Era un gran aficionado a la caza.
Falleció en la ciudad que le vio nacer, el 4 de noviembre de 2020, después de dos años enfermo.